# Receptor (comunicación)
En teoría de la comunicación, el receptor es el agente (persona o equipo) que recibe un mensaje, señal o código emitido por un emisor, transmisor o enunciante; es el destinatario que recibe la información. El receptor realiza un proceso inverso al del emisor, ya que descifra e interpreta los signos utilizados por el emisor, es decir, decodifica el mensaje que recibe del emisor. El emisor y el receptor deben utilizar el mismo código para que la comunicación sea efectiva.
Siguiendo las funciones del lenguaje, el receptor cumple con la función apelativa o conativa, donde el receptor espera una respuesta del emisor, ya sea o no lingüística; por ejemplo ¿Cuál es el camino?

## Proceso de recepción
El proceso de recepción que se lleva a cabo es el inverso al del emisor, procesando e interpretando los signos elegidos por el emisor, es decir: realiza la decodificación del mensaje.
El receptor capta la información ya enviada por un emisor. Este receptor trata de comprender el mensaje y probablemente mandar uno nuevo.

## Ejemplos de receptor
- En un programa de radio o de televisión, los periodistas son los emisores y los oyentes los receptores.
- En una entrevista, el entrevistador es el emisor cuando realiza las preguntas y el receptor el entrevistado; cuando el entrevistado responde será entonces el emisor y el entrevistador el receptor.
- En una clase, el emisor es el profesor y los alumnos que atienden a la clase son los receptores.
- La persona(as) que reciben el mensaje